# Gerardo Ferrando Bravo
Gerardo Ferrando Bravo (1945) es un ingeniero y académico mexicano, fue director de la Facultad de Ingeniería de la Universidad Nacional Autónoma de México y fue director del Sistema de Transporte Colectivo Metro. En dos ocasiones ha sido candidato para ocupar la rectoría de la UNAM.
Ingeniero mecánico electricista egresado de la Facultad de Ingeniería de la UNAM, maestro en ciencias en el área de ingeniería industrial por la Universidad de Stanford, en California, Estados Unidos, tiene estudios de especialización en ingeniería en sistemas, transporte, planeación, administración, finanzas y presupuesto, entre otros y fue profesor de la Facultad de Ingeniería desde 1979 hasta 2012.
Fue coordinador ejecutivo de la Comisión de Estudios Administrativos, coordinador de la Administración Escolar, director general de Planeación, secretario general administrativo y Tesorero de la Universidad, desde 1973 hasta 1999 en la UNAM. Fue director de la Facultad de Ingeniería de la UNAM, entre 1999 y 2007.
Fue delegado del Departamento del Distrito Federal en la delegación Venustiano Carranza (D.F.) en 1982 y director general del STC Metro de la Ciudad de México de 1984 a 1992, en el cual coordinó el proyecto que casi duplicó la extensión de la red de servicio de este medio de transporte. 
expresidente de la Academia de Ingeniería y extesorero del Patronato de la UNAM; ha sido reconocido en Universidades en el extranjero y en la OEA.
Ha recibido múltiples reconocimientos entre los que destacan el Premio Nacional de Ingeniería 2010 y la condecoración del Orden Nacional al Mérito otorgado por el presidente de Francia Francois Mitterrand.
Fue director general de Ferrando Bravo y Asociados entre 2009 y 2018, empresa de consultoría en ingeniería en transporte ferroviario de pasajeros.
En diciembre de 2018 el presidente de la República, Andrés Manuel López Obrador lo nombró director general del Grupo Aeroportuario de la Ciudad de México, S.A., empresa paraestatal a cargo del Sistema Aeroportuario Metropolitano.
Ha sido, además, Presidente de la Asociación Nacional de Escuelas y Facultades de Ingeniería (ANFEI), de la Asociación Iberoamericana de Escuelas de Ingeniería (ASIBEI),de la Asociación Mexicana de Directivos de la Investigación aplicada y el Desarrollo Tecnológico A.C.(ADIAT), de la Asociación de Ingenieros Universitarios Mecánicos Electricistas A.C. (AIUME), Vicepresidente fundador de la Asociación Latinoamericana de Metros y Subterráneos (ALAMYS), Miembro Honorario de la Unión Internacional de Transporte Público (UITP).
Es presidente del Patronato del Ateneo Español de México A.C. desde 2014